# Fortezza di Sarzanello
La fortezza di Sarzanello è una fortificazione militare che sorge in via alla Fortezza sulla collina di Sarzanello, nei pressi di Sarzana, in provincia della Spezia, e domina, dall'alto, la Val di Magra. La sua natura e la sua posizione ne fanno uno dei simboli della città di Sarzana.
Dal dicembre 2014 il Ministero per i beni e le attività culturali la gestisce tramite il Polo museale della Liguria, nel dicembre 2019 divenuto Direzione regionale Musei.

## Descrizione
La fortezza è composta da due elementi di fabbrica distinti: 
- il primo, il vero e proprio castello, è l'elemento principale della fortificazione ed ha una pianta triangolare, con ai vertici tre bastioni. Questo elemento di fabbrica ospita la struttura vera e propria del castello;
- il secondo è un enorme rivellino in forma di terrapieno fortificato triangolare. È contrapposto al primo elemento ed è a quello collegato attraverso un ponte volante, così da formare una sorta di rombo costituito da due triangoli.

L'accesso alla fortezza avviene attraversando il ponticello in pietra, che scavalca l'ampio e profondo fossato fortificato.

## Storia

### Origini
La lenta e progressiva decadenza di Luni, iniziata già dal IV secolo, portò i suoi abitanti a migrare sui colli circostanti in cerca di sicurezza, dando così luogo all'incremento se non alla nascita di nuovi borghi (Nicola, Ortonovo, Castelnuovo Magra, Ameglia) e la stessa collina di Sarzanello si popolò di esuli che vi si stabilirono, raccolti attorno alla residenza più importante del Vescovo.
L'esistenza di una struttura a scopo militare è menzionata per la prima volta nel 963 in un diploma dell'Imperatore Ottone I, in cui viene concesso al Vescovo di Luni il possesso di sei castra, tra i quali quello de Sarzano.
Con il passare degli anni e con il mutare delle situazioni politico-militari, la fortezza acquistò sempre maggiore importanza, tale da ospitarvi, intorno alla fine del X secolo, una delle residenze vescovili della vallata. 

Il castrum viene citato costantemente negli anni 1076, 1078, 1080, come curtis dell'imperatore Federico I, e nel 1191, come curtis di Enrico VI.

### Da Castruccio Castracani alla Repubblica Genovese

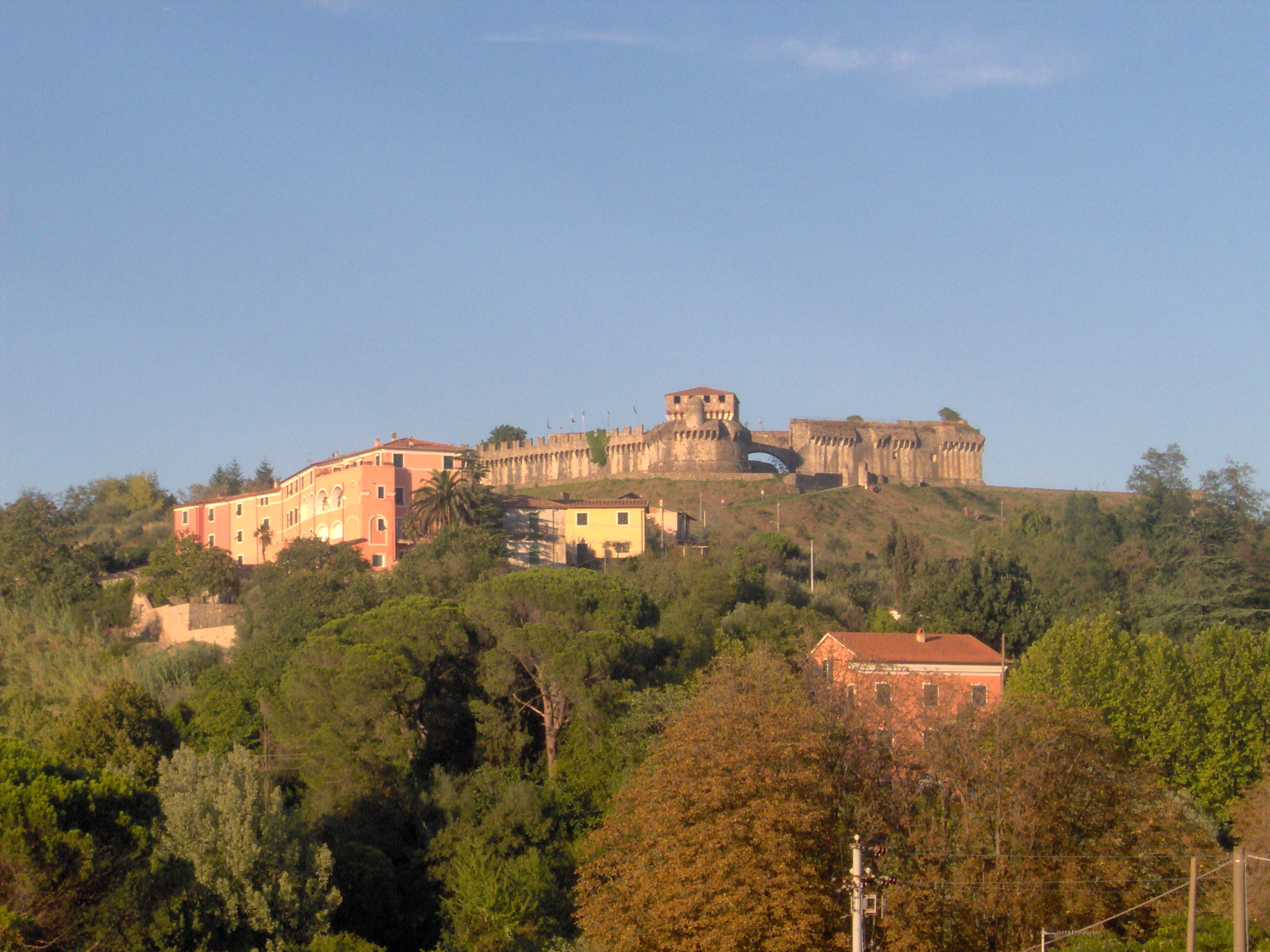
La Fortezza dalla Cittadella Firmafede

Nel periodo che va dal 1314 ed il 1328 fu plenipotenziario della zona il vicario imperiale Castruccio Castracani, figura nella quale Niccolò Machiavelli avrebbe identificato "Il Principe". Probabilmente, scegliendo Sarzanello come sua dimora, Castruccio si limitò ad apportare delle modifiche alla rocca preesistente, della quale però non rimane traccia alcuna essendo stata completamente distrutta o inglobata nella fortezza che si presenta attualmente.
Nel 1421 il genovese Tomaso Fregoso fece eseguire dei lavori di riadattamento della rocca ed altre modificazioni e restauri si susseguirono sino che alla venuta della signoria fiorentina.

Nel 1447 la fortezza è governata da Iacopo Biassa.
Dopo aver fortificato la città, erigendovi la Cittadella, peraltro avendola precedentemente distrutta, i Medici decisero di trasformare la vecchia rocca e di adeguarla alle nuove esigenze belliche. Francesco di Giovanni detto il Francione e Luca del Caprina furono incaricati di porre mano al progetto della nuova struttura si sostituì completamente alla precedente.

Quando nel 1494 Piero dei Medici consegnò Sarzana e Sarzanello a Carlo VIII, la fortezza era ancora incompleta.
L'opera fu ripresa successivamente quando il re riparò in Francia e i due siti entrarono in possesso del genovese Banco di San Giorgio e curata da Pietro Biancardo e Matteo Civitali che la terminarono nel 1502, seguendo fedelmente il progetto "fiorentino".
Completata la costruzione della fortezza, con i tre torrioni ai vertici, si iniziò la realizzazione del rivellino, che probabilmente inglobò l'antica torre del castrum. Questa nuova struttura si rese necessaria sia per proteggere l'ingresso alla fortezza, sia per evitare che questo lato potesse essere battuto dalle artiglierie dalla collinetta a sud-est, luogo detto il Fortino, dove ben presto venne approntata una rudimentale linea di difesa. Fu solo allora che la fortezza raggiunse la sua compiutezza formale, in uno straordinario equilibrio di volumi, facilitato, nella comprensione, dall'isolamento che godeva rispetto ad altri edifici, condizione che tuttora ci permette di ammirarla.

### Da Napoleone ai giorni nostri

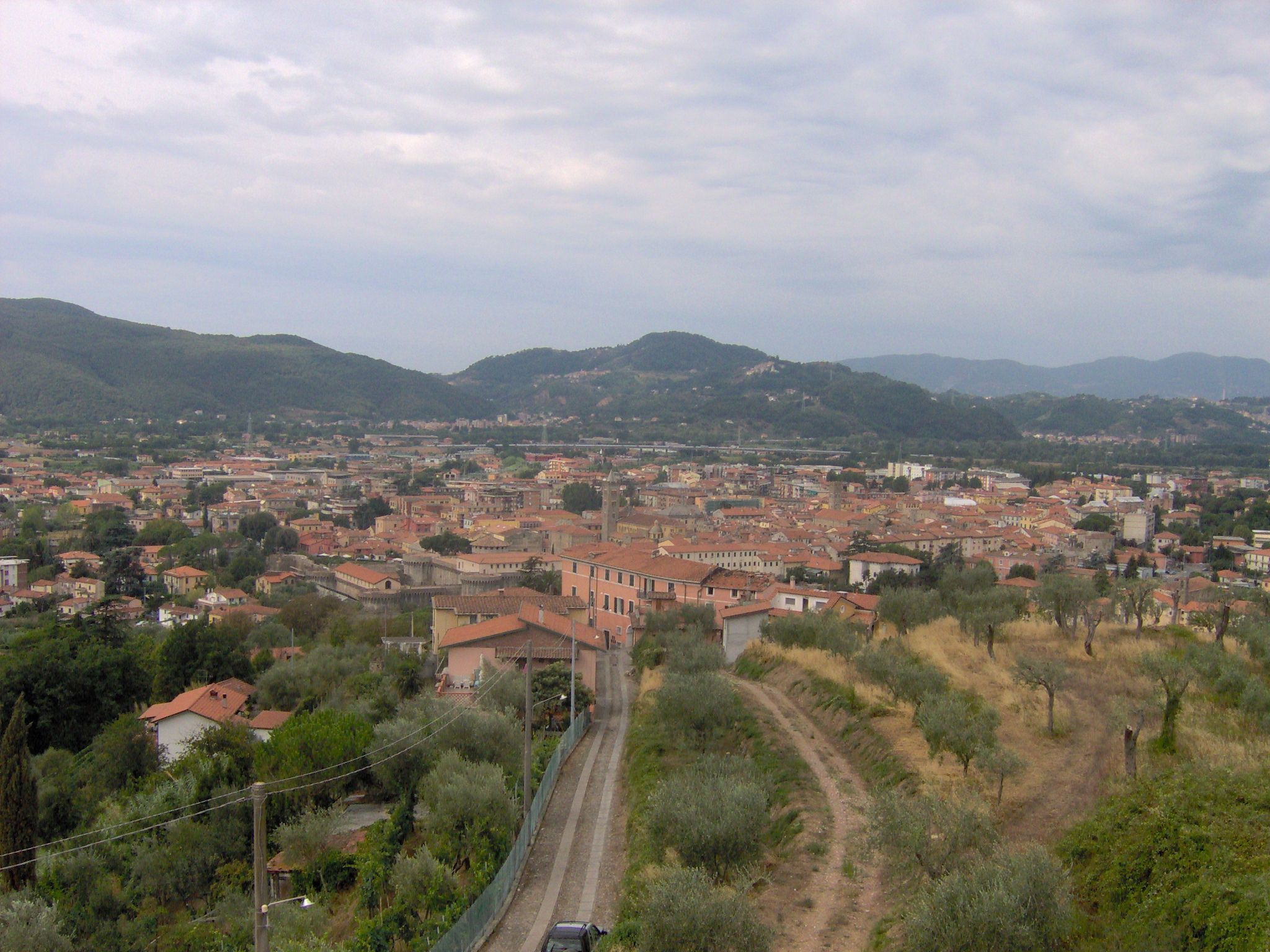
Sarzana vista dalla Fortezza

Agli inizi del XVIII secolo i genovesi apportarono nuovamente alcune modifiche agli elementi difensivi, dettati dall'ammodernamento delle tecniche militari, che produssero la costruzione delle cannoniere sui due torrioni centrali; contemporaneamente furono trasformate anche le destinazioni di alcuni ambienti per destinarli ad alloggi ed al casermaggio.
Nel 1747, durante la Guerra di successione austriaca, i soldati di Maria Teresa d'Austria, al comando del generale tedesco Wocter, tentarono di impadronirsi della fortezza senza riuscirvi.
In questa occasione si notò come il vicino abitato di Sarzanello agevolasse gli attacchi del nemico e pertanto fu decretato, dal Governo di Genova, di abbattere le 120 case che costituivano il borgo, compresa l'antica chiesa. L'operazione iniziò ben presto e, nel 1748, gli abitanti furono costretti a trasferirsi nella zona più a sud, che diventerà così, anche toponomasticamente, il nuovo Sarzanello.
Durante la dominazione francese la fortezza corse il rischio, inspiegabile, di essere demolita e fu risparmiata solo per ragioni di tempo in quanto l'operazione doveva compiersi entro tre mesi.
Nel 1814, con il passaggio al Regno di Sardegna, fu deciso il ripristino della struttura che nel 1837 venne visitata dallo stesso Re Carlo Alberto.

## Accessibilità

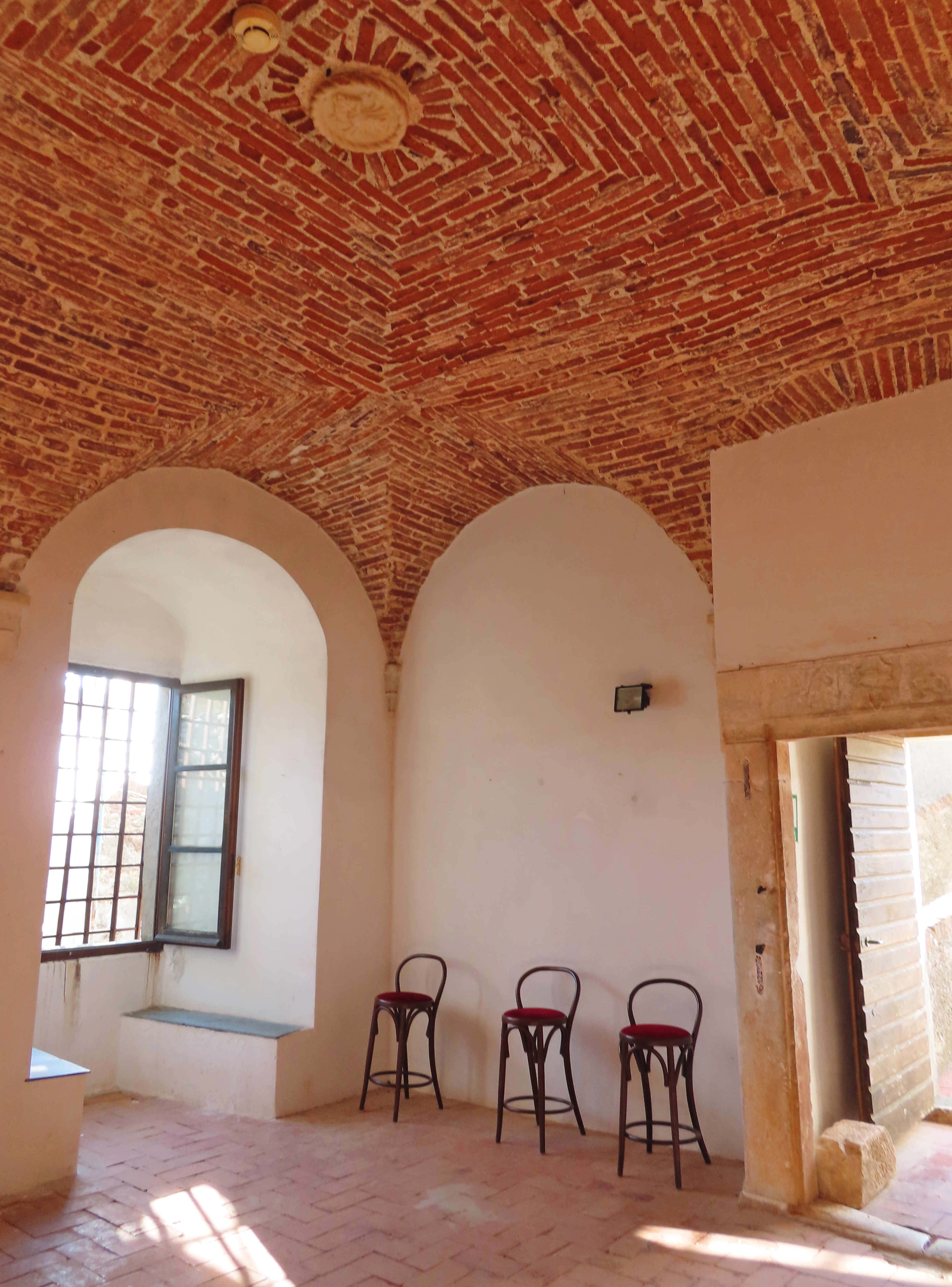
Cucina del capitano nel mastio

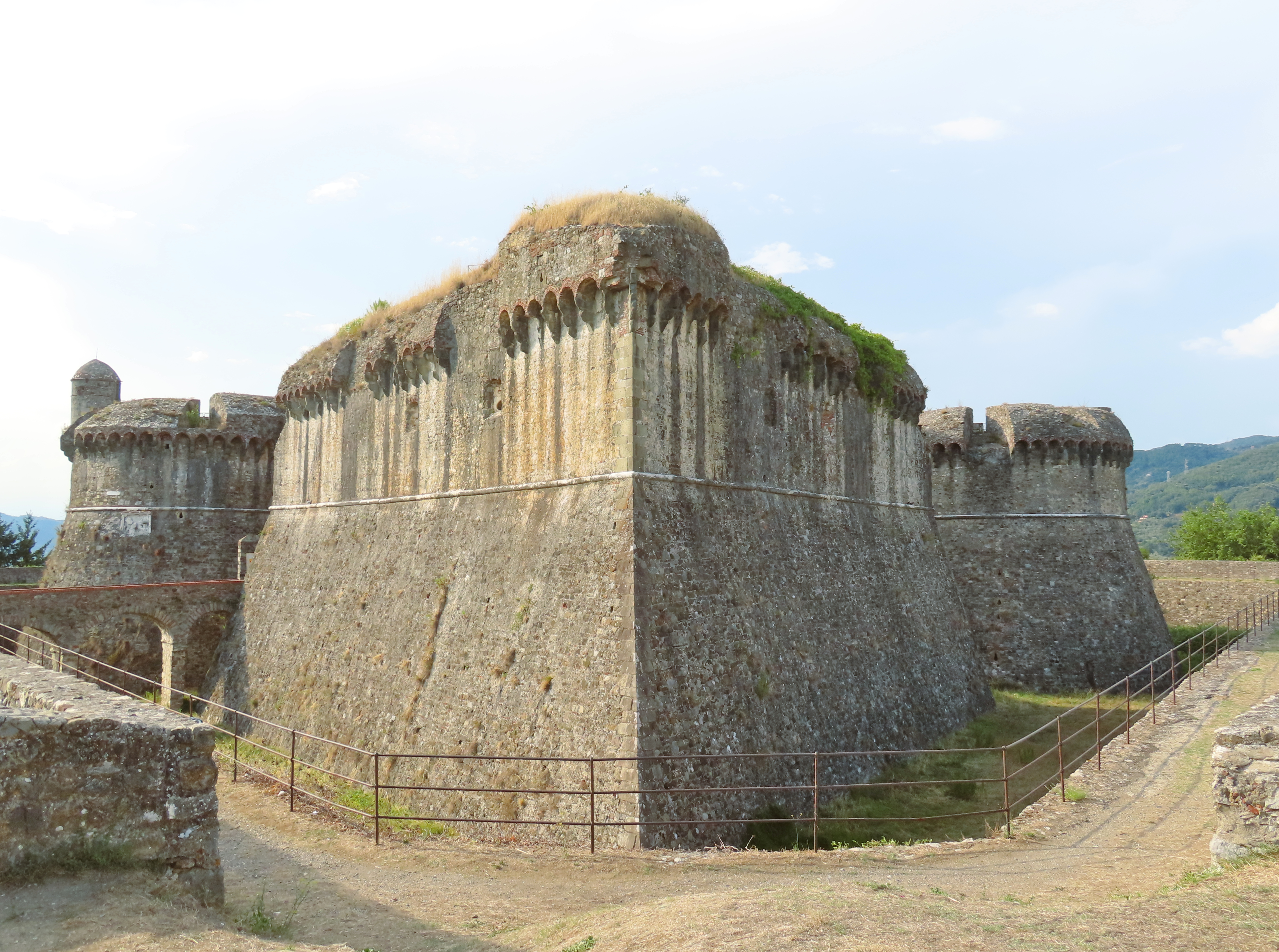
Rivellino

La Fortezza è raggiungibile attraverso due strade carrozzabili, una detta "panoramica", parte dalla cittadina viale Mazzini per salire sulla collina di Sarzanello fornendo un panorama a 180° della vallata, l'altra partendo dal quartiere della Bradia sale direttamente nell'area retrostante la Fortezza.
C'è una terza strada di accesso ed è rappresentata da un camminamento pedonale detto la "Montata di Sarzanello", consigliato ai turisti per il suggestivo scenario che si può ammirare percorrendolo. La "montata" si può imboccare a piedi da via san Francesco.
La fortezza è visitabile tutto l'anno. Per conoscere orari e modalità di visita è possibile contattare la fortezza allo 0187.622080 o visitare il sito www.fortezzadisarzanello.com